# مارك ميرسير
مارك ميرسير (بالإنجليزية: Mark Mercer)‏ هو لاعب كرة قاعدة أمريكي، ولد في 22 أبريل 1954.

## وصلات خارجية
- مارك ميرسير على موقعبيزبول رفرنس.كوم (الدوري الرئيسي) (الإنجليزية)
- مارك ميرسير على موقعبيزبول رفرنس.كوم (الدوري الثانوي) (الإنجليزية)